# Kalmar Fotbollsförening
O Kalmar fotbollförening, vulgarmente conhecido como Kalmar FF ou simplesmente Kalmar, é um clube sueco de futebol sediado na cidade de Kalmar. 

As cores do clube são: camisola (br: camiseta) vermelha, calção branco e meias brancas.

Foi fundado a 10 de Janeiro de 1910. 

O clube não dispõe de equipa de futebol feminino. Na própria cidade, existe todavia um outro clube, dedicado precisamente ao futebol feminino – o IFK Kalmar.

Participou pela primeira vez no Campeonato Sueco de Futebol (Allsvenskan) em 1949/50.                          

Foi campeão da Suécia em 2008.

Atualmente (2023) disputa o Allsvenskan, a primeira divisão de futebol da Suécia.                                

Ultimamente tem participado na 1ª liga nacional sueca (Allsvenskan), terminado em 3º lugar na época de 1969.

## Estádio
Disputa os seus jogos em casa no estádio Guldfågeln Arena, com capacidade para 12 100 espetadores. 

## Palmarés
Atualizado a 17 de setembro de 2023
- Campeonato Sueco (Allsvenskan) : 1

(2008).
- Copa da Suécia (Svenska Cupen ) : 3

(1981, 1987, 2007).

## Jogadores notáveis
- Benno Magnusson
- Petter Wastå

## Uniformes

### 1º Uniforme
| 2020 | 2018–2019 | 2017 | 2016 | 2015 | 2014 | 2010–2011 |

### 2º Uniforme
| 2020 | 2018–2019 | 2017 | 2016 | 2015 | 2014 | 2010–2011 |